# Molare
Molare és un municipi situat al territori de la província d'Alessandria, a la regió del Piemont (Itàlia).
Limita amb els municipis de Cassinelle, Cremolino, Ovada, Ponzone, Rossiglione i Tiglieto.
Pertanyen al municipi les frazioni de Madonna delle Rocche, Olbicella, San Luca, Albareto i Battagliosi.

## Galeria fotogràfica

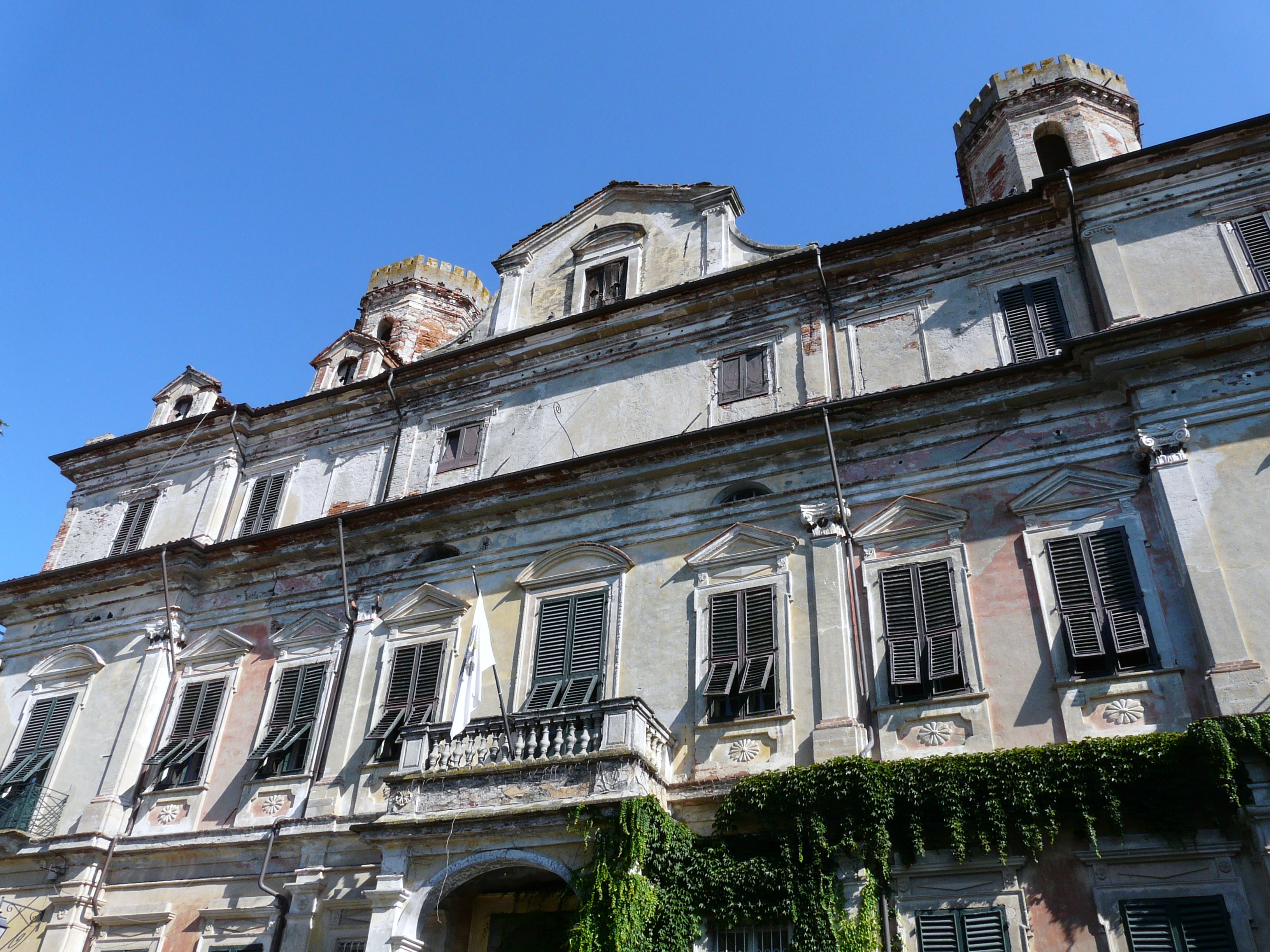
Palau del Comte Tornielli
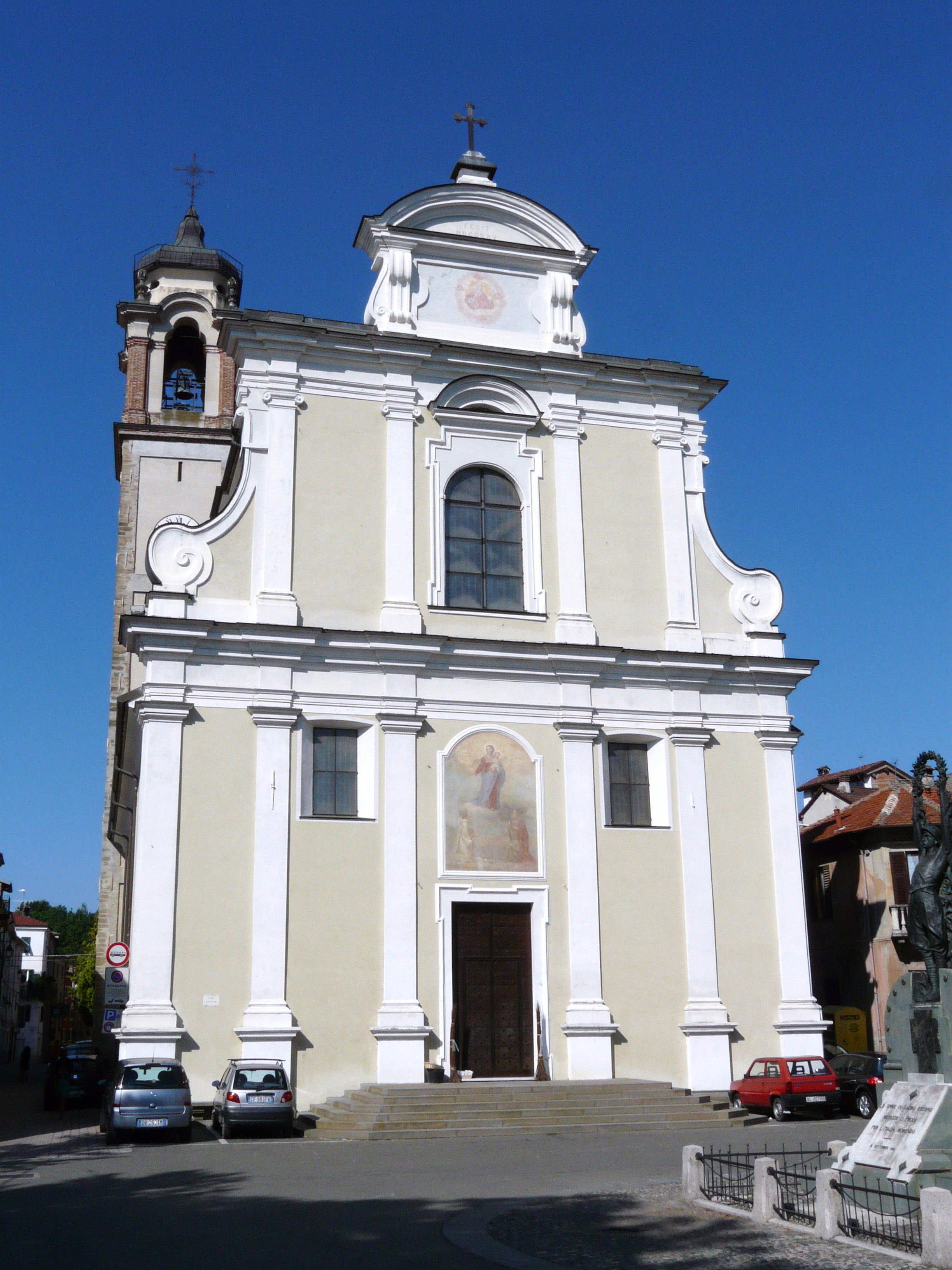
Església de Sant Urbà
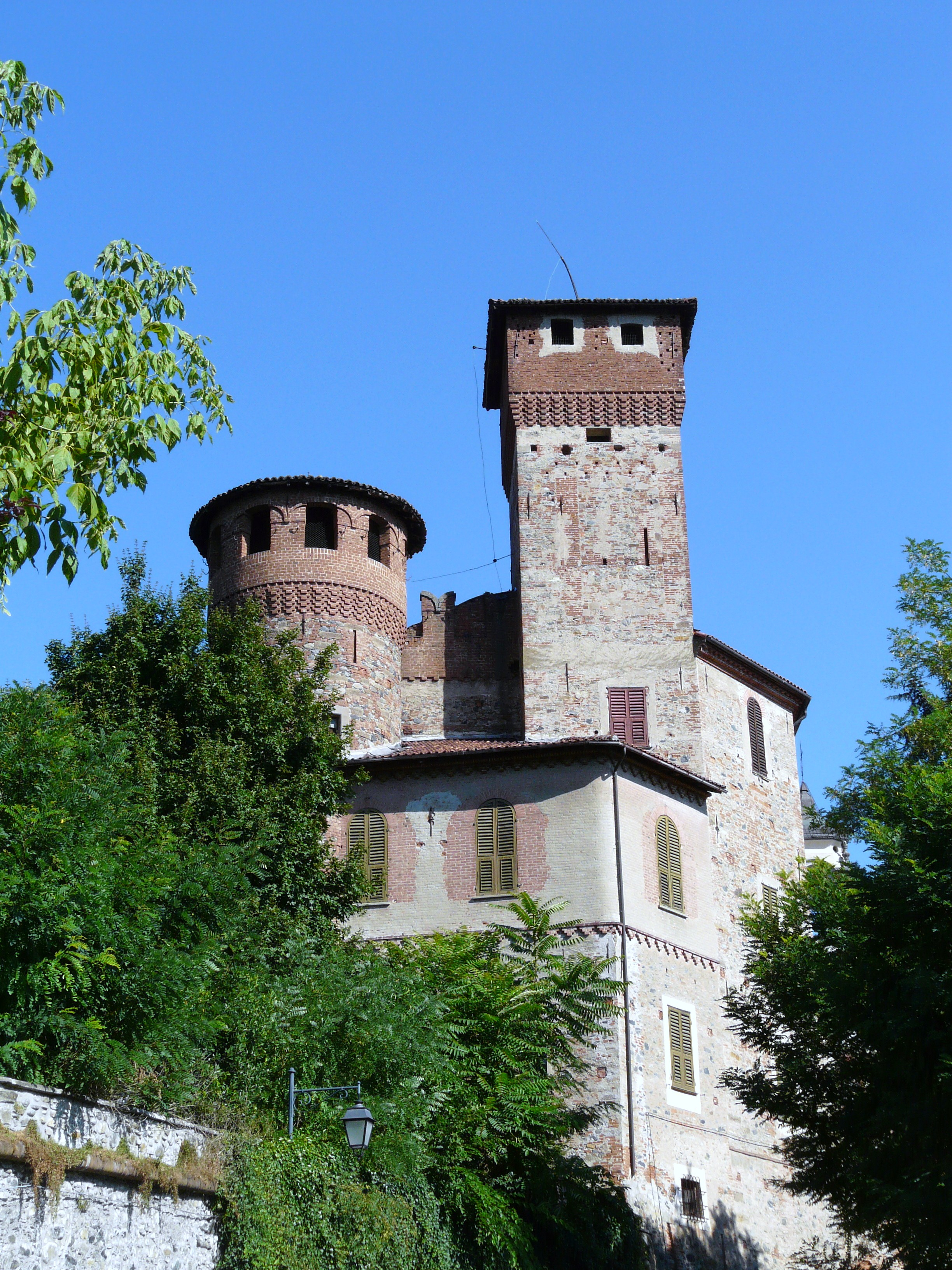
Castell Gajoli Boidi
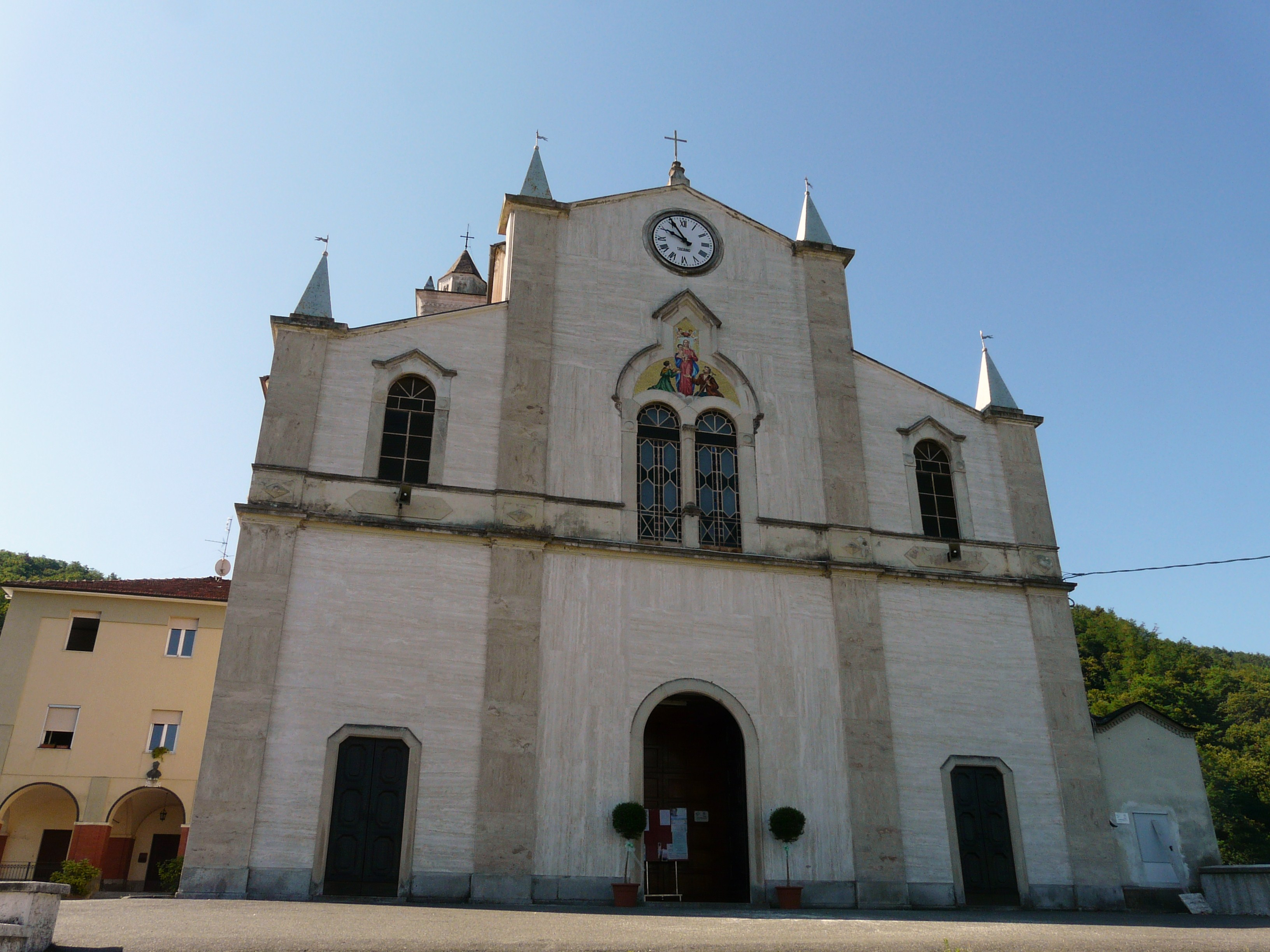
Santuari dei Nostra Senyora de la Roca